# Петровские
Петровские (пол. Piotrowski) — дворянский род.
Происходит из древнего Польского шляхетства. Потомки сего рода, находясь в Польше, в разных чинах, жалованы были от Польских Королей деревнями и на оные привилегиями. Равным образом и другие происшедшие от оного же рода Петровские, переселясь в Россию, служили Российскому Престолу в разных чинах.
Иван, Степан и Яков Петровские московские дворяне (1692).

## Описание гербов

#### Герб. Часть VII. № 165.
В щите, имеющем голубое поле изображен стоящий на земле серебряный баран, обагренный кровью и обращенный в правую сторону (изм. польский герб Юноша).
Щит увенчан дворянскими шлемом и короной. Нашлемник: три страусовых пера. Намёт на щите голубой и красный, подложенный серебром.

#### Малороссийский гербовник
Герб священника Батуринского Петра Петровского и значкового товарища Василия Петровского (XVII век): в красном поле щита серебряная двойная лилия. Нашлемник: павлиний хвост, обременённый подобной же лилией (польский герб Гоздава).